# Шампионат Кариба 1988.
Шампионат Кариба 1988. је било шесто издање овог фудбалског турнира на репрезентативном нивоу који је организовала Карипска фудбалска унија,а на њему су учествовале четири најуспешније репрезентације из нокаут фазе.
Тринидад и Тобаго је постао шампион турнира, након што је сакупио највише бодова током турнира. 

## Називи турнира
Фудбалски савез Кариба је ово такмичење организовало под именом Шампионат Кариба од 1978. до 1988. године, од 1989. до 1990. играно је под називом Карипско првенство, од 1991. до 1998. године променио је име и постао Шел Куп Кариба, издања из 1999. и 2001. звала су се Куп карипских нација, док се од 2005. до 2014. такмичење звало Дигисел Куп Кариба у издању за 2017. име је било Скошијабенк Куп Кариба.     

## Квалификације

### Прво коло
Тачан број утакмица није познат. Наведени су само резултати утакмица које иумају извор.  
| Барбадос | 0 : 4 | Тринидад и Тобаго |
| -------- | ----- | ----------------- |
|          |       |                   |

| Тринидад и Тобаго | 5 : 1 | Барбадос |
| ----------------- | ----- | -------- |
|                   |       |          |

| Француска Гвајана | 1 : 1 | Суринам |
| ----------------- | ----- | ------- |
|                   |       |         |

| Суринам | 1 : 0 | Француска Гвајана |
| ------- | ----- | ----------------- |
|         |       |                   |

### Друго коло
| Доминика | 0 : 0 | Антигва и Барбуда |
| -------- | ----- | ----------------- |
|          |       |                   |

| Антигва и Барбуда | 2 : 1 | Доминика |
| ----------------- | ----- | -------- |
|                   |       |          |

| Гвајана | 0 : 4 | Тринидад и Тобаго |
| ------- | ----- | ----------------- |
|         |       |                   |

| Тринидад и Тобаго | 1 : 0 | Гвајана |
| ----------------- | ----- | ------- |
|                   |       |         |

Напомена: Ове две утакмице су такође биле део првог кола квалификација за првенство Конкакафа 1989. године.
Суринам  против  Гваделуп  био је још један меч 2. кола, Гвадалуп је победио, али резултат(и) су непознати.

## Финални турнир
Финална фаза је одржана на Мартинику
| Репрезентација    | Ута | Поб | Нер | Изг | ГД | ГП | ГР | Бод |
| ----------------- | --- | --- | --- | --- | -- | -- | -- | --- |
| Тринидад и Тобаго | 3   | 2   | 1   | 0   | 7  | 1  | +6 | 5   |
| Антигва и Барбуда | 3   | 0   | 3   | 0   | 3  | 3  | +0 | 3   |
| Мартиник          | 3   | 1   | 1   | 1   | 4  | 6  | –2 | 3   |
| Гваделуп          | 3   | 0   | 1   | 2   | 1  | 5  | −4 | 1   |

| Тринидад и Тобаго | 3 : 0 | Гваделуп |
| ----------------- | ----- | -------- |
|                   |       |          |

| [[Фудбалска репрезентација Мартиника {{{altlink2}}}\|Мартиник]] | 2 : 2 | Антигва и Барбуда |
| --------------------------------------------------------------- | ----- | ----------------- |
|                                                                 |       |                   |

| Антигва и Барбуда | 1 : 1 | Тринидад и Тобаго |
| ----------------- | ----- | ----------------- |
|                   |       |                   |

| [[Фудбалска репрезентација Мартиника {{{altlink2}}}\|Мартиник]] | 2 : 1 | Гваделуп |
| --------------------------------------------------------------- | ----- | -------- |
|                                                                 |       |          |

| Антигва и Барбуда | 0 : 0 | Гваделуп |
| ----------------- | ----- | -------- |
|                   |       |          |

| [[Фудбалска репрезентација Мартиника {{{altlink2}}}\|Мартиник]] | 0 : 3 | Тринидад и Тобаго |
| --------------------------------------------------------------- | ----- | ----------------- |
|                                                                 |       |                   |

| Најбољи играч | Победник Шампионата Кариба 1988. Тринидад и Тобаго 2° титула | Најбољи стрелац |